# Гавриил, Ставрос
Ста́врос Гаврии́л (греч. Σταύρος Γαβριήλ; 29 января 2002, Никосия) — кипрский футболист, полузащитник клуба «Зюлте-Варегем» и сборной Кипра.

## Биография

### Клубная карьера
Воспитанник клуба АПОЭЛ. В его составе принимал участие в Юношеской лиге УЕФА 2019/20. За основной состав команды дебютировал в чемпионате Кипра 31 октября 2020 года в матче против «Аполлона», в котором вышел на замену на 65-й минуте вместо Гаяса Захида.

### Карьера в сборной
Выступал за юношеские сборные Кипра. В ноябре 2020 года дебютировал за молодёжную сборную Кипра в рамках отборочного турнира молодёжного Евро 2021.